# 브뤼셀 증권거래소

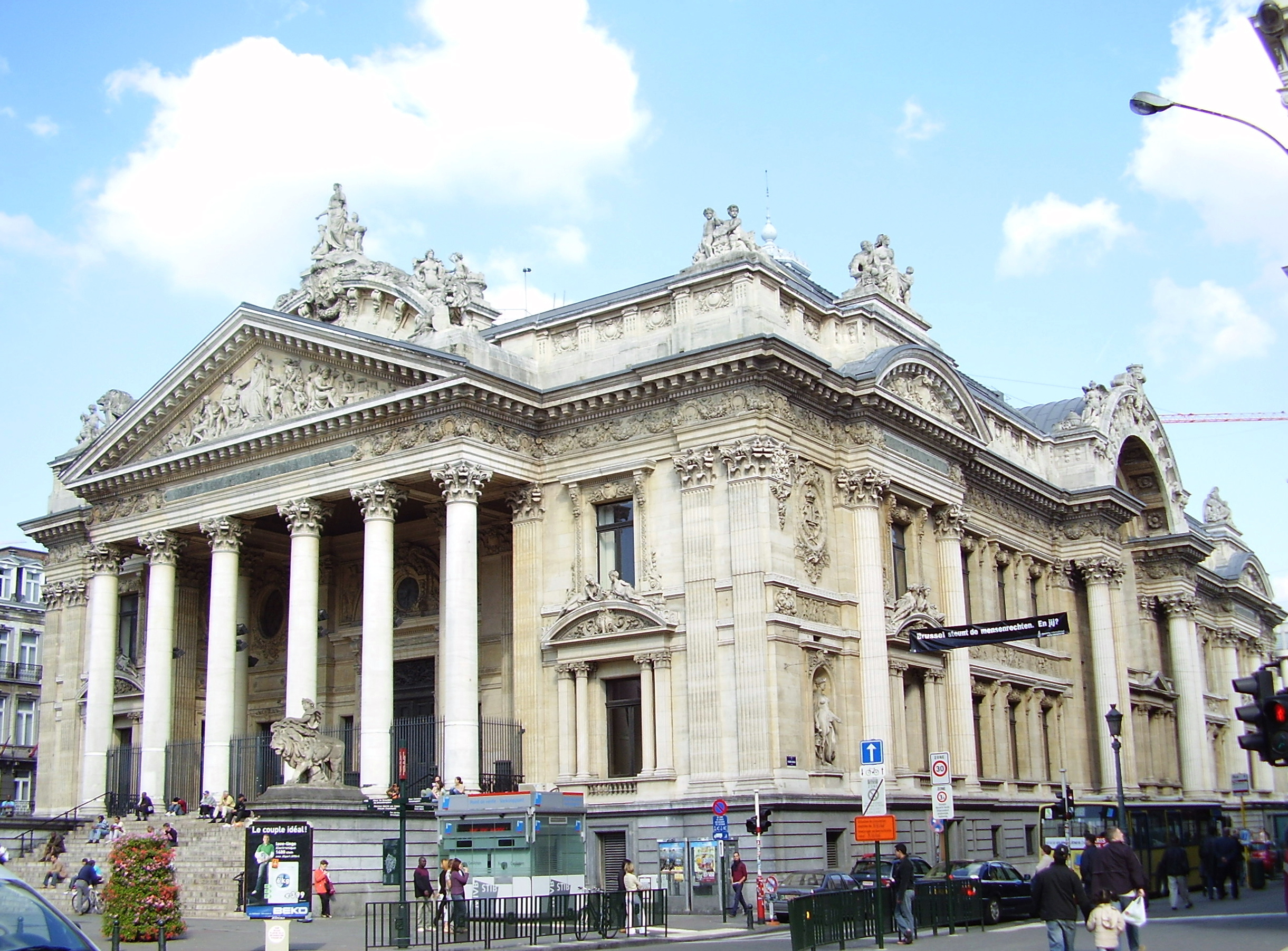
브뤼셀의 증권거래소

브뤼셀 증권거래소(Brussels Stock Exchange, BSE, 프랑스어: Bourse de Bruxelles, 네덜란드어: Beurs van Brussel)는 1801년 나폴레옹 보나파르트의 명령에 따라 벨기에 브뤼셀에 설립된 증권거래소이다. 2000년 9월 22일 브뤼셀 증권거래소는 파리 증권거래소, 리스본 증권거래소, 암스테르담 증권 거래소와 병합하면서 유로넥스트 N.V.를 형성하였다.

## 같이 보기
- 유로넥스트 암스테르담
- 유로넥스트 리스본
- 유로넥스트 파리